# Paura e delirio a Las Vegas
Paura e delirio a Las Vegas (Fear and Loathing in Las Vegas) è un film del 1998 diretto da Terry Gilliam, con protagonisti Johnny Depp e Benicio del Toro.
Presentato in concorso al 51º Festival di Cannes, è tratto da  Paura e disgusto a Las Vegas di Hunter S. Thompson.

## Trama
Stati Uniti, 1971. Il giornalista Raoul Duke viene incaricato dal proprio giornale di scrivere un articolo sulla gara motociclistica off-road Mint 400, che si tiene annualmente nel deserto intorno a Las Vegas. Lo accompagnerà nell'impresa il Dott. Gonzo, un irascibile e corpulento avvocato samoano, suo grande amico. I due, grandi consumatori di sostanze psicotrope, colgono al volo l'occasione per tramutare il viaggio di lavoro in una settimana di sfrenati eccessi, sotto l'effetto di disparate droghe. Con una decappottabile rossa presa a noleggio, attraversano il deserto del Nevada affrontando sin dall'inizio difficoltà e visioni da allucinogeni.
Una volta giunti in città, i due incontrano il fotografo portoghese Lacerda, che raccomanda loro di non perdere la corsa del giorno dopo, ma si verificheranno imprevedibili conseguenze dovute principalmente al loro desiderio di provare ogni tipo di eccesso, anche sociale. Così, dopo aver visto la corsa senza aver scritto l'articolo, e dopo una sventurata visita al più illustre Casinò della città, il Circo Bazooko, sotto l'effetto dell'etere, Duke si risveglia scoprendo di essere stato abbandonato dal compagno. Fugge anch'egli dall'hotel e prende l'impulsiva decisione di tornare a Los Angeles, senza pagare l'ingente conto. Arrivato ormai alla Death Valley dopo essere stato fermato da un poliziotto, fa rapidamente dietrofront dopo aver scoperto, telefonando a Gonzo, di avere ancora un incarico da svolgere a Las Vegas: un servizio sull'annuale convegno formativo sulle droghe indetto dalla polizia.
Duke prenota una lussuosa suite in un altro hotel, dove trova Gonzo che ha appena adescato una giovanissima pittrice, Lucy, drogandola con l'LSD, e solo a fatica riescono a sbarazzarsene per evitare ulteriori guai. Durante il convegno i due non rinunciano alle droghe, rischiando di essere smascherati da una cameriera, che fingono di assumere come informatrice in incognito.
Alla conclusione infruttuosa anche del secondo incarico, i due fuggono nuovamente fino all'aeroporto. Durante il tragitto incontrano di nuovo Lucy che attraversa la strada, cosa che fa loro velocemente invertire senso di marcia costringendoli a prendere una scorciatoia per raggiungere in tempo l'aeroporto, dove Gonzo si imbarca per il rientro, mentre Duke prosegue da solo il suo viaggio su strada verso Los Angeles per poi dirigersi a Hollywood.

## Produzione
Le riprese del film si svolsero dal 3 agosto 1997 al 22 ottobre 1997.
Il copione fu proposto alle maggiori case di produzione americane per oltre 12 anni. A dirigere il film originariamente doveva essere Alex Cox, il regista di Walker - Una storia vera e Diritti all'inferno, che dopo alcuni litigi con la produzione abbandonò il progetto. Al suo posto fu chiamato Terry Gilliam che riscrisse il copione di Cox, trasformandolo in un'avventura on the road per le strade del Nevada.
Hunter Stockton Thompson (autore del libro da cui è tratto il film) compare nella pellicola per alcuni secondi nella scena in un locale chiamato Matrix dove stanno suonando i Jefferson Airplane.
Prima delle riprese del film, Thompson fece rasare a zero Depp.
Buona parte dei vestiti ed accessori di Depp appartenevano a Thompson che li aveva indossati durante gli anni settanta. Depp aveva passato con Thompson quattro mesi per studiare il suo modo di muoversi e di parlare.

## Accoglienza
Il film fu un insuccesso al botteghino, incassando 10,6 milioni di dollari a fronte di un costo di produzione di 18,5 milioni.

## Curiosità
Gli stessi personaggi del libro, Raoul Duke e Dr. Gonzo, erano già stati portati sul grande schermo nel 1980 rispettivamente da Bill Murray e Peter Boyle nella pellicola mai distribuita in Italia Where the Buffalo Roam, basata anch'essa sui testi dello stesso Thompson.